# Otto Klewitz
Otto Klewitz (* 2. Dezember 1886 in Slawentzitz, Oberschlesien; † 16. Dezember 1977 in Hannover) war ein deutscher Ministerialbeamter.

## Werdegang
Otto Klewitz wurde als Sohn des Generaldirektors und Gutsbesitzer Johannes Klewitz (1847–1923) und der Leonie Goguel (1847–1893) geboren. Nach Studium an der Universität München wechselte er an die Akademie für Bergbau in Berlin und schloss 1914 als Bergassessor ab. Im Anschluss diente er im Ersten Weltkrieg.
1919 kam er an die Preußische Geologische Landesanstalt in Berlin. 1922 wechselte er zur Berliner Handelsgesellschaft und war später bei der Internationalen Petroleum-Union Zürich/Berlin tätig. Ab 1924 war er Leiter der Skip-Compagnie in Berlin. 1925 trat er als Hilfsarbeiter in das Preußische Ministerium für Handel und Gewerbe ein. Er wurde zum Bergrat ernannt, 1927 erfolgte die Ernennung zum Oberbergrat. Von 1935 an diente er als Ministerialrat im Preußischen Handelsministerium.
Klewitz war Vorstandsmitglied beim Hessen-Frankfurt Braunkohlenschwelkraftwerk, Wölfersheim, ab 1929 bei der Saargrube AG, Saarbrücken, ab 1933 bei der Preußischen Bergwerks- und Hütten AG, ab 1945 bei der Preußischen Elektrizitäts AG, Hannover, der Vereinigten Elektrizitäts und Bergwerks AG, Hamburg und der Bergmetall GmbH, Goslar. Darüber hinaus war er Mitglied der Fraunhofer-Gesellschaft.
Er war ab 1943 mit Friedel Lippert verheiratet. Die Ehe blieb kinderlos.

## Auszeichnungen
- 1951: Verdienstkreuz (Steckkreuz) der Bundesrepublik Deutschland[1]